# Burg Schärding

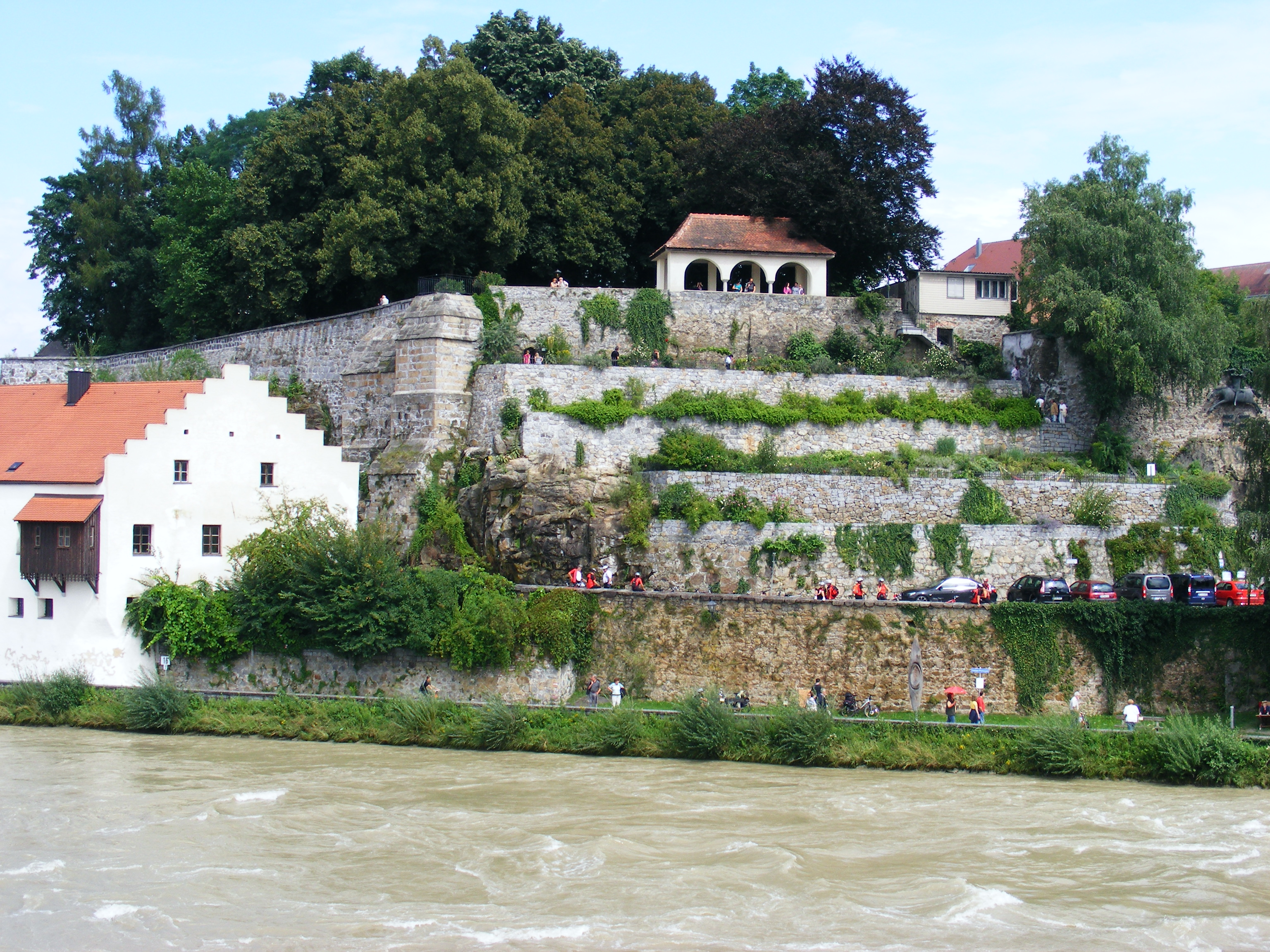
Blick auf die Burganlage von der alten Innbrücke

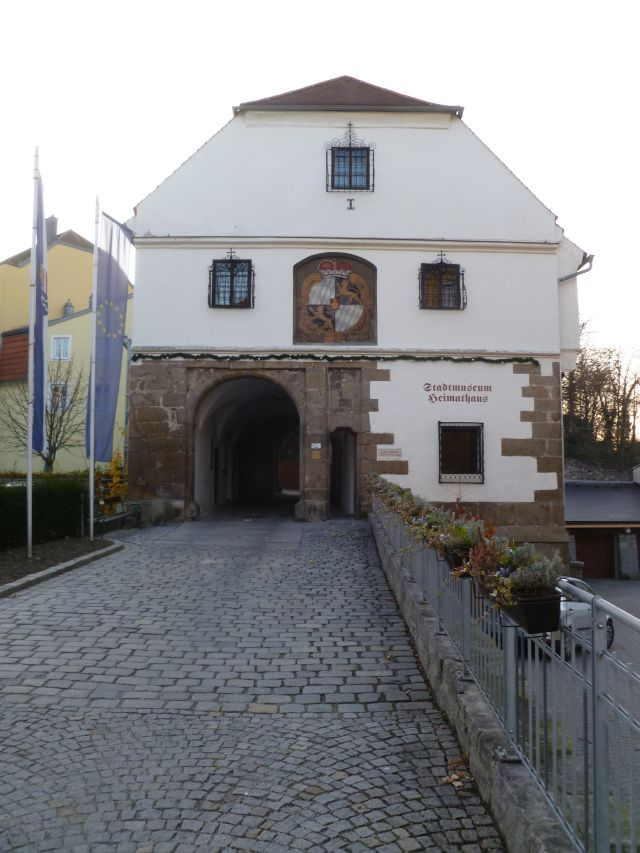
Schlosstor (heute: Heimatmuseum)

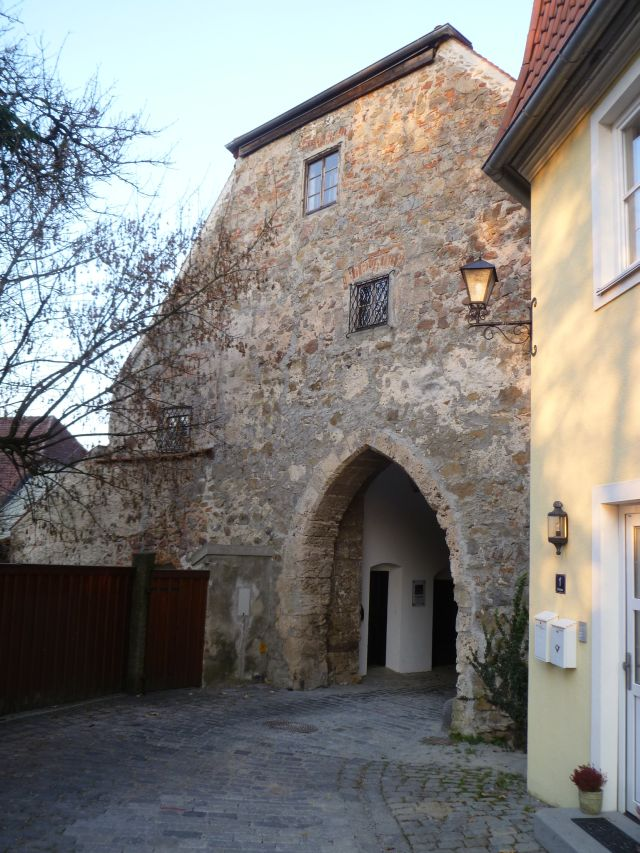
Schlosstor vom Burghof aus gesehen

Die Burg Schärding, auch Schloss Schärding genannt, stammt vermutlich aus dem 12. Jahrhundert und liegt im heutigen Stadtpark von Schärding oberhalb des Inns.

## Geschichte
Die Grafen von Formbach werden als Erbauer der Burg vermutet. 1150 wird die Burg erstmals erwähnt. Danach kam die Burg auf dem Erbweg 1160 an die Andechser und 1230 an die Babenberger. Der Babenberger Herzog Leopold VI. der Glorreiche ließ anstatt der hölzernen Wehrbauten die erste gemauerte Burg auf dem Granitfelsen oberhalb des Inns errichten. Die Herzöge von Bayern waren von 1248 bis 1357 die Herren der Burg und Stadt Schärding. Im Jahr 1356 benötigte Herzog Albrecht I. von Bayern-Straubing Geldmittel um gegen Einfälle aus Böhmen eine Streitmacht aufstellen zu können. Er verpfändete daher 1357 die Stadt Schärding samt Gebiet und Maut für 20.000 Goldgulden an die Herzöge von Österreich. Im hier geschlossenen Frieden von Schärding vom 29. September 1369 kam Tirol an Österreich und Schärding an Bayern, dessen Teil Burg und Stadt bis 1705 bleiben sollten. Im Zuge des Ausbaus der Befestigungsanlagen wurden von 1429 bis 1436 unter anderem der Stadtgraben, das äußere Burgtor, und die bedeutsamen Tore Schärdings durch Herzog Ludwig dem Gebarteten errichtet. 
Anfang 1705 wurden Stadt und Burg Schärding im Zuge des Spanischen Erbfolgekriegs von österreichischen Truppen eingenommen und besetzt. Nach dem Frieden von Rastatt zogen Anfang 1715 wieder bayerische Regimenter in die Burg ein. Am 18. Juni 1724 wurde in Schärding durch Böllerschüsse während der Fronleichnamsprozession ein Stadtbrand ausgelöst. 32 Häuser und die Burg brannten aus. Lediglich die Verwaltungsgebäude der Burg wurden wieder instand gesetzt, die herrschaftlichen Wohnungen (der Palas der Burg) blieben eine Ruine. Am 9. November 1775 brach infolge von Brandstiftung ein Feuer in der Burg aus, der die bereits in Mitleidenschaft gezogenen Gebäudeteile weiter beschädigte. Im Friede von Teschen kam Schärding 1779 wieder an Österreich.
1809 wurde während der Franzosenkriege die Burg endgültig zerstört und nicht mehr aufgebaut. Mit dem Brandschutt wurden die Burggräben gefüllt.

## Gegenwart
Von der einst mächtigen Burg sind einige Mauerzüge, der Burggraben mit der Zwingermauer und der äußere Torturm (heute Heimatmuseum) erhalten. Das 1430 und 1570 erbaute Schlosstor diente früher als Wohnung des herzoglichen Burghüters und war bis 1809 nur über eine Brücke über den Burggraben erreichbar, es bildete den äußersten Burgturm und hatte einst vier Stockwerke. Die im Schlosshof sich befindlichen Gebäude gehörten teilweise ebenfalls zur früheren Burg (z. B.befindet sich die Musikschule im ehemaligen Kornspeicher). Der 26 Meter tiefe Schlossbrunnen wurde 2003 wiederentdeckt und rekonstruiert. Das Schlossgelände ist seit 1895 als Park gestaltet. Eigentümer des Geländes ist die Stadt Schärding.

## Weitere Bilder

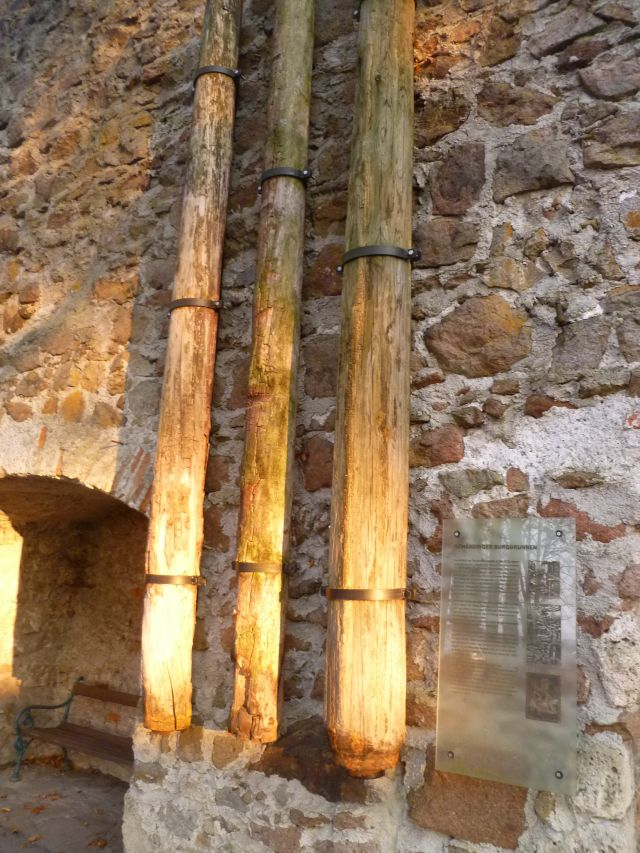
Hölzerne Wasserrohre der mittelalterlichen Brunnenanlage
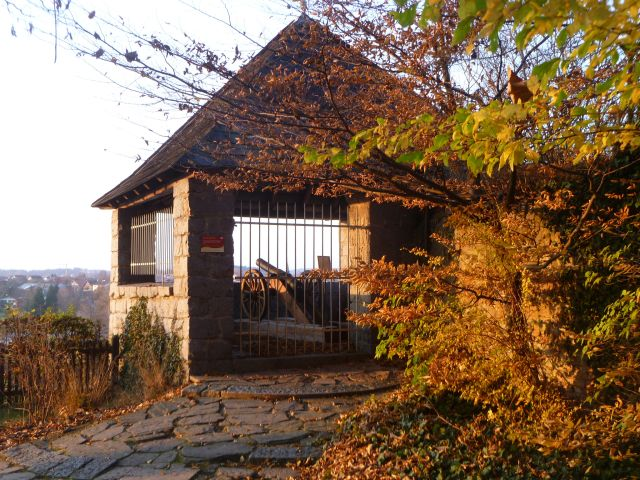
Kanone zur Erinnerung an die Franzosenkriege (1809)
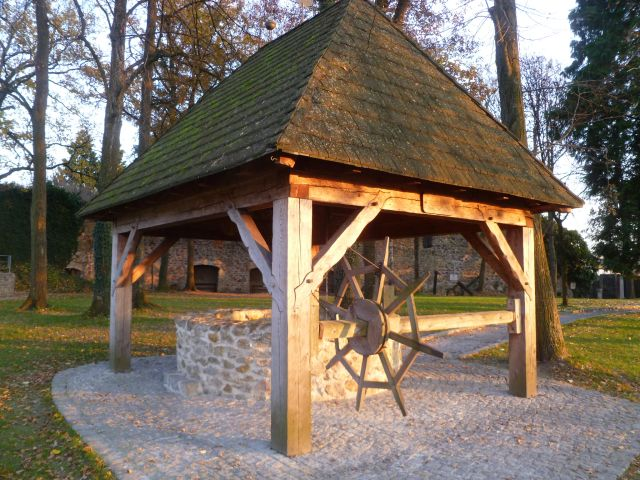
Mittelalterliche Brunnenanlage